# Jack & Jack
Jack & Jack són un duo estatunidenc de pop rap d'Omaha (Nebraska), integrat per Jack Finnegan Gilinsky i Jack Edward Johnson. Jack i Jack es coneixen des del jardí d'infància i van assistir al mateix institut de secundària. Al llarg de la seva carrera han fet tres tours: MagCon (2013), DigiTour (2014) i We Demand, gira per Sudamérica (2015). A més de compondre cançons també publiquen vídeos a l'aplicació Vine. Són coneguts per la seva cançó "Wild Life" (2014) que va aconseguir el número 2 a iTunes i el número 87 en els Billboard Hot 100.1

## Inici
Jack Edward Johnson y Jack Finnegan Gilinsky van néixer a Omaha (Nebraska). Es van conèixer a la guarderia, perquè tots dos portaven la mateixa samarreta i es deien igual. Es van fer millors amics durant primària i secundària.
L'inici a les xarxes socials de Jack & Jack va començar amb un canal de col·laboració a Youtube anomenat MotherFalconQuagmire. Poc després va deixar de ser un hobby ja que els seus vídeos van començar a tenir molta audiència, però no va durar molt perquè quan van començar la secundària molta d'aquesta audiència va desaparèixer.

## Carrera

### 2013- 2014: El començament
Jack & Jack van començar a pujar vídeos de 6 segons a Vine durant l'estiu de 2013. Jack Johnson va pujar els primers vines amb el seu nom el juliol de 2013. Jack Gilinsky va aparèixer més tard i es va unir al compte, canviant-li el nom a Jack & Jack. El seu èxit va venir amb Nerd Vandals, un vídeo que es va fer viral, nomenat pel Huffington Post com “El vine perfecte”, acumulant 25.000 seguidors en poc temps. Els seus vines, de 6 segons, eren covers de cançons, com When This Song Comes On (Dr. SID) i més.
Més tard es van unir a MAGCON Tour i això encara els va fer acumular més seguidors, junt amb altres famosos de Vine. Al febrer de 2015, ja tenien 5 milions de seguidors al compte compartien i, a l'abril, estaven en el número 18 dels viners més coneguts..
Jack & Jack van crear 2 jocs per a mòbils amb l'empresa SkyVu Entertainment. El primer, Let It Goat, va saltar al top 10 d'Itunes poc després de sortir al mercat, amb milions de descàrregues el primer mes i ABC News va anunciar que podia ser dels jocs més addictius des de "Flappy Bird”. L'èxit d'aquest joc va portar a un altre joc: Jack & Jack Vines Puzzle Game, que es va fer públic el desembre de 2014.

### 2014: S'enfoquen en la música
La creació musical de Jack & Jack va començar quan el duo va conèixer a Turner i Travis Eakins (també coneguts com a Barrington Park) el 2013. Durant la seva col·laboració, Jack & Jack van gravar les seves primeres obres d'autoria compartida (Indoor Recess). Això va permetre que la seva música estigués a l'Itunes.
La seva primera cançó original, Distance, es va exhibir al públic el gener de 2014, estant en el número 7 en les llistes d'Itunes dels Estats Units Hip hop. Al febrer de 2015, Jack & Jack ja havien tret 11 singles, incloent col·laboracions amb Emblem3 (Cheat Codes, Bucket List), Shawn Mendes i Steve Aoki. Ara estan treballant amb els productors i compositors Max Martin y Savan Kotecha.
Els dos Jacks toquen instruments i escriuen la seva pròpia música, comparteixen estils musicals com reggae, R&B, pop i hip-hop, que influeixen en les seves cançons. El febrer de 2015, havien venut 1.000.000 singles en iTunes. També han estat en el Billboard Top Digital Songs List amb Doing It Right, Tides, Cold Hearted, Like That (feat. Skate), Right Where You Are i Wild Life. Amb el single, Like That, van estar a les llistes del top de Billboard poc després del seu primer vídeo musical, en el qual Jack & Jack van homenejar a The Beatles. El maig de 2015 ja tenien 5 vídeos musicals i vivien a Los Angeles, on escriuen i produeixen la seva música.
Jack & Jack feien campanya amb múltiples marques com Kohl's Mudd Style, Sour Patch Kids, Dell i Pizza Hut.
El 24 de juliol de 2015, Jack & Jack van treure una versió extensa del seu àlbum, Calibraska, al mercat digital a través del distribuïdor DistroKid, fundat per Philip J. Kaplan. La EP va arribar al número 1 de les llistes de ventes dels Estats Units d'Itunes poques hores després del seu llançament.
El 19 d'Octubre de 2016, van treure el seu nou single 'All Weekend Long' que està en el Top 50 iTunes i ha aconseguit més de 300.000 visites en dos dies.
Aquest 2016 van col·laborar amb la Girl Band espanyola Sweet California, amb una cançó anomenada Empire que es troba en el seu àlbum número 3.

## Tours i actuacions

### Digitour (2014)
El juny de 2014, després de graduar-se a Omaha Westside High School, el duo va reconèixer la seva habilitat per a fer diners i se'n van anar a Los Angeles per treballar en el seu pròxim tour, DigiTour Jack & Jack coordinat per DigiTour Media. La gira per 18 ciutats dels Estats Units, va esgotar ràpidament les entrades a gairebé totes les ciutats. La gira consistia en actuacions musicals coreografiades, interaccions amb els fans i bromes. Durant el tour, Jack & Jack van fer una actuació als Teen Choice Awards, on van ser nominats pel Choice Viner premi. A part d'això, van aparèixer com a músics reconeguts en el 2014 INTOUR, un festival social interactiu en companyia amb FullScreen.
A meitats de setembre del 2014, una pel·lícula documentant el seu tour va sortir online gràcies al DigiTour Media al desembre de 2014, proporcionant als fans amb "darrere de les càmeres" del seu tour.
Jack & Jack van fer el tour amb altres músics i sensacions de les xarxes socials incloent Nash Grier, Cameron Dallas, Shawn Mendes i més en el 2013.

### Actuacions
Gràcies a la seva familiaritat amb Communications Service Verizon, Jack & Jack ha actuat a Verizon Michigan Avenue Destination Store Grand Opening (Novembre de 2014) i al Bayou Music Center davant d'un públic de 1,500 persones com a part de Verizon Houston Destination Store Grand Opening (Gener de 2015).
El 27 de febrer, 2015, Jack & Jack va fer el seu debut a televisió apareixent a la ABC The View com a part de Vine On The View pel suggeriment de Ryan Seacrest per parlar de la fama, el bullying i la carrera de comedia. Van també actuar el seu single en directe.
El 21 de març del 2015, Jack & Jack va fer la seva actuació internacional al Wembley Arena, Londres, England com a teloners dels The Janoskians en el JanoFest.
En col·laboració amb altres companyies, Jack & Jack va fer una actuació exclusiva al Fullscreen's NewFronts al Nova York el 4 de maig del 2015. El 9 de maig del mateix any, Jack & Jack va actuar al VITY Concert Experience a Hollywood California, amb altres convidats especials com Tyga and Kid Ink. Durant aquest concert van comfirmar el Summer Tour de 2015.

### Summer Tour 2015
El Summer Tour de Jack & Jack del 2015 consisteix en actuacions independents a differents llocs, que van començar el maig a Chicago amb dos concerts en dies consecutius. Ells van continuar el seu contracte de tour amb el DigiTour a partir de juny, fent vuit actuacions per tot Estats Units, amb altres artistes com Demi Lovato i Trevor Moran.

## Discografia

### Col·laboracions
| Títol               | Any  | Cantants                         |
| ------------------- | ---- | -------------------------------- |
| "Bucket List"       | 2014 | Wesley Stromberg ft. Jack & Jack |
| "Party of the Year" | 2015 | DJ Rupp ft. Jack & Jack          |
| "Firecracker"       | 2015 | Dyllan Murray ft. Jack & Jack    |
| "Roll 'Em Up"       | 2015 | Alli Simpson ft. Jack & Jack     |
| "All for Love"      | 2015 | Madison Beer ft. Jack & Jack     |
| "808"               | 2015 | Kalin and Myles ft. Jack & Jack  |
| "I'm in Love"       | 2016 | Skate ft. Jack & Jack            |
| "Throw Signs"       | 2016 | Sammy Wilk ft. Jack & Jack       |
| "Uber Confessions"  | 2016 | DJ Rupp ft. Jack & Jack          |

### Cançons personals
| Títol                             | Any  | Posicions | Posicions | Posicions | Àlbum      |
| Títol                             | Any  | US        | US R&B    | US Rap    | Àlbum      |
| --------------------------------- | ---- | --------- | --------- | --------- | ---------- |
| "Distance"                        | 2014 | —         | —         | —         | Single     |
| "Flights"                         | 2014 | —         | —         | —         | Single     |
| "Paradise (Never Change)"         | 2014 | —         | —         | —         | Single     |
| "Doing It Right"                  | 2014 | —         | 41        | —         | Single     |
| "Wild Life"                       | 2014 | 87        | 25        | 16        | Single     |
| "Cold Hearted"                    | 2014 | —         | 48        | —         | Single     |
| "Tides"                           | 2014 | —         | 46        | —         | Single     |
| "Groove"                          | 2014 | —         | —         | —         | Single     |
| "Right Where You Are"             | 2014 | —         | 50        | —         | Single     |
| "Like That" (featuring Skate)     | 2014 | —         | 36        | 25        | Single     |
| "Cheat Codes" (featuring Emblem3) | 2014 | —         | —         | —         | Single     |
| "California"                      | 2015 | —         | —         | —         | Calibraska |
| "How We Livin"                    | 2015 | —         | —         | —         | Calibraska |
| "All Weekend Long"                | 2016 | —         | —         | —         | TBA        |